# John Fenn
John Bennett Fenn (New York, 15 juni 1917 – Richmond, 10 december 2010) was een Amerikaans onderzoeksprofessor in de analytische chemie. Hij won in 2002 samen met Kurt Wüthrich en Koichi Tanaka de Nobelprijs voor Scheikunde voor de ontwikkeling van ionisatie met elektrospray, een vorm van massaspectrometrie waarmee biologische macromoleculen konden worden geanalyseerd. Tevens kreeg hij in 2002 de Prijs van de Association of Biomolecular Resource Facilities voor buitengewone bijdragen aan biomolecularie technologieën.

## Biografie
Toen Fenn een tiener was, verhuisde zijn familie van Hackensack naar Berea. Daar studeerde Fenna aan het Berea College, alvorens naar de Yale-universiteit te gaan. Aan deze universiteit haalde hij in 1940 een Ph.D. Daarna bracht hij drie jaar door aan de Princeton-universiteit als directeur van Project SQUID, een onderzoek gefinancierd door de Office of Naval Research.
In 1962 kwam Fenn bij de faculteit van de Yale-Universiteit. In 1987 bereikte hij de pensioengerechtigde leeftijd, maar hij verzette zich tegen de leeftijdsdiscriminatie. Hij bleef bij Yale. Op zijn zeventigste begon Fenn met het onderzoek dat hem uiteindelijk zijn Nobelprijs zou opleveren.
In 1994 kwam Fenn bij de Virginia Commonwealth University als professor analytische chemie.
Het patent op de door hem ontwikkelde electrosprayionisatie zorgde voor een rechtszaak tussen Fenn en de Yale-universiteit. Op 8 februari 2005 kreeg Yale een miljoen dollar en het patentrecht op de techniek.